# Camera dei deputati (Brasile)
La Camera dei Deputati del Brasile (in portoghese: Câmara dos Deputados) è la camera bassa del Congresso Nazionale del Brasile.

## Conteggio delle legislature
Le legislature vengono conteggiate dalle prime sedute del Senato e della Camera, il 6 maggio 1826. Le due camere sono ordinate dalla prima Costituzione brasiliana, adottata nel 1824.
Tutte le legislature vengono conteggiate con l'elezione di entrambe le camere prima nell'Assemblea Generale dell'Impero Brasiliano poi nell'attuale Congresso Nazionale della Repubblica Federale del Brasile.

## Storia
Nel periodo imperiale, l'organo legislativo era l'Assemblea Generale. Essa era formata dalla Camera dei Deputati e dal Senato, i senatori erano eletti a vita ed il Senato era un'istituzione permanente, mentre la Camera dei Deputati veniva rieletta ogni quattro anni a meno che non venisse sciolta prima.
Quando il Brasile è diventato una repubblica federale, invece, l'Assemblea Generale ha cambiato nome in Congresso Nazionale.

## Composizione ed elezioni
Ogni Stato e distretto federato è rappresentato, all'interno del Senato Federale, da tre senatori.
Gli Stati e i distretti federati sono rappresentati all'interno della Camera dei Deputati in base al censo (registrato dall'Istituto Brasiliano di Geografia e Statistica ogni 10 anni), con un minimo di 8 rappresentanti e un massimo di 70.
Le elezioni si tengono ogni quattro anni per l'intero Congresso e sono eletti uno o due terzi dei seggi del Senato e tutti i seggi della Camera.